# Carballido (Alfoz)
Carballido (llamada oficialmente San Sebastián de Carballido) es una parroquia española del municipio de Alfoz, en la provincia de Lugo, Galicia.

## Organización territorial
La parroquia está formada por dieciocho entidades de población, constando diecisiete de ellas en el nomenclátor del Instituto Nacional de Estadística español:
- Agueira (A Agueira)
- Allegue
- Barbeito
- Carballal (O Carballal)
- Cruz (A Cruz)
- Granda (A Granda)
- Facelude
- Nespereira (A Nespereira)
- Ospido (O Espido)
- Palloza (A Palloza)
- Penoucos (Os Penoucos)
- Piñeirós
- Pontellas (As Pontellas)
- Porto do Río
- Presas (A Presa)
- Pumar (O Pumar)
- Rega (A Rega)
- Solveira (Solbeira)

## Demografía
| Gráfica de evolución demográfica de Carballido entre 2000 y 2019 |
|                                                                  |
| Datos según el nomenclátor publicado por el INE.                 |